# 허준 (경찰관)
허준(許俊, 1902년 3월 19일 ~ ?)은 일제강점기의 경찰로, 본적은 평안북도 의주군 옥상면이다.

## 생애
1930년 1월 31일 조선총독부 순사로 임명되었다. 1930년 5월 1일 평안북도 후창경찰서 순사로 근무했고, 1932년부터 1937년까지 평안북도 위원경찰서 순사로 근무했다.
평안북도 후창경찰서 순사로 재직 중이던 1931년에 발발한 만주사변 때 국경 지역에서 활동하던 항일 무장 세력에 대한 무력 탄압을 위해 편성된 토벌대(討伐隊)에 가담했다. 20여 차례에 걸쳐 국경을 넘은 뒤 일본군과의 협동 작전을 통해 항일 무장 세력과 교전을 벌여 수많은 사람들을 살상했다. 또한 첩보 활동과 정보 수집 활동, 군부대와의 정보 연락 임무를 수행하는 등 일본군의 작전 수행에 협조했다. 
1934년 만주국 정부로부터 건국 공로장(1934년 3월 1일 수여)을 받았으며 일본 정부로부터 훈8등 욱일장(1934년 4월 29일 수여)과 경찰 관리 공로 기장(1934년 11월 3일 수여)을 받았다. 1935년 7월 25일 만주 사변에 협력한 공로를 인정받아 일본 정부의 만주 사변 행상에서 훈공 갑(勳功 甲)에 상신되었고, 훈로 을(勳勞 乙)을 받았다.
평안북도 위원경찰서 순사로 재직 시절에 일어난 중일 전쟁 당시 첩보 수집, 사찰 및 검거, 유언비어 및 시국 범죄 단속, 국경 특별 경비, 중국인 피난민, 재류 중국인의 보호 및 재만 중국인의 보호, 지도, 국방사상 보급 및 선전, 국방헌금 및 애국기 헌납자금 모집 업무를 수행하는 한편, 시국 좌담회 통역을 맡는 등 일제의 식민 통치와 침략 전쟁 수행에 적극 협력했다. 1940년 4월 29일 중일 전쟁에 협력한 공로를 인정받아 일본 정부의 지나 사변 공적 조서에서 공로(功勞)에 상신되었고, 같은 해 12월 4일 만주국 정부로부터 훈8위 경운장(景雲章)을 받았다. 
친일반민족행위진상규명위원회가 발표한 친일반민족행위 705인 명단에 포함되었다.

## 참고자료
- 친일반민족행위진상규명위원회 (2009). 〈허준〉. 《친일반민족행위진상규명 보고서 Ⅳ-19》. 서울. 229~241쪽.